# 古物陈列所
古物陈列所是1914年至1948年在北京故宫外朝部分区域建立的中国第一家国立博物馆，长期作为国家博物馆发挥作用，也是中国第一家宫廷博物馆、中国第一家艺术博物馆，开创了中国国立博物馆的多项“第一” 。

## 背景
清朝戊戌变法后，西方近代博物馆思想传入中国。中国不少人士及团体都提出了仿效外国开设博物馆的建议，部分欧洲传教士也在中国部分城市陆续创办了博物馆性质的机构。
光绪三十一年（1905年），张謇《上南皮相国请京师建设帝室博览馆议》主张仿照日本帝室博览馆之制，“奏请皇太后、皇上颂赐内府所藏”，“谕令京内外大小臣工及世禄之家、嗜古之士进其所藏”，在京师设帝室博览馆，且“可渐推行于各行省”，但此议未获清朝皇室采纳。 
民国二年（1913年）张謇又提出：“自金、元都燕，迄于明、清，所谓三海、三殿、三所者，或沿旧制，或扩新规，宫苑森严，私于皇室。今国体变更，势须开放……则所谓为地兴事者，非改为博物苑、图书馆不可”，并建议“博物院宜北海。至图书馆，则昔之内阁国史馆、文华殿、太和殿、武英殿、方略馆，甍宇相望，地位横通足设，以兹清切之区，为图书之府”。 
曾任清朝内务府盛京行宫总管的金梁在宣统二年（1910年）上折，“请查盛京大内尊藏宝物，即拟设博览馆”。 
中华民国成立后，金梁先后至少三次向逊帝溥仪提议设博览馆，例如1921年“臣复创设馆之议，时与东西博古专家往还讨论，皆极赞许，并允助成，尤应提前速办，此保护宫廷之大略也。”金梁这时建议的出发点是保护逊清皇室财产，以图复辟，他在1924年给溥仪连续上的两道密折中对此详加说明。
辛亥革命后，中华民国政府随即将保护文物、成立博物馆提上日程。辛亥革命前后，政局及社会动荡，中国各地盗挖古墓、盗卖文物现象日盛，且许多日本和欧美古玩商“环我国门，搜求古物”，大批中国文物流失海外。“前清内府，昔日所藏缛矣。一散于庚申，再散于庚子，永沦异域，至可唏也。兹所存者，仅奉天清宫及热河避暑山庄而已。”
民国元年（1912年）5月23日公布的《国务院官制修正草案》，在国务总理以下各部总长中，内务总长仅次于外交总长位居第二位，同时公布的《内务部官制草案》第十条第六款规定：内务部礼俗司职掌“关于保存古物事项”。 
民国元年（1912年）10月1日《内务部为筹设古物保存所致大总统呈》：“查古物应归博物馆保存，以符名实。但博物馆尚未成立以先，所有古物，任其堆置，不免有散失之虞。拟请照司所拟，于京师设立古物保存所一处，另拟详章，派员经理。至各省设立分所之处，应从缓议。”
民国元年（1912年）7月，教育部已在国子监成立国立历史博物馆筹备处，但直到1926年才正式开馆。而同期筹建的古物陈列所仅用一年便迅速建成开放，这主要受两件事推动，一是民国二年（1913年）7月至民国三年（1914年）1月间的“盗卖热河避暑山庄前清古物案”，二是民国三年（1914年）社会各界反复辟斗争。 
1913年7月热河都统熊希龄调任国务总理兼财政总长后，北京、上海、天津、承德等地古玩市场出现大批来自承德避暑山庄的古物，自称热河都统熊希龄的差役刘鼎卿、管账杨姓、幕府狄姓等对外声称“热河清皇室宝器，一半归民国，一半归皇室，现在归彼出卖”，“此项卖价为在热河开办石油矿之用”，“热河宫内出来物品不少，系归官卖，好者运京，次者就地出售”等等，一时间承德避暑山庄文物买卖成为热门生意，引发社会各界关注。在舆论压力下，国务总理兼财政总长熊希龄奉大总统袁世凯令，派政治会议委员许世英查办。案发后，“在热河承德县羁押者十七人，在京师警察厅羁押者九人”，其中多是北京、承德古玩店的老板及伙计。案犯供词中牵扯到熊希龄本人，“京中本行人亦传说熊都统回京带来货物八十箱，卖银三十万两”。熊希龄乃致信袁世凯，要求把羁押在承德的案犯解到北京备质，但许世英暗中致信当地官员“令勿诛求”。最后以在北京等地追回被盗漆木器、玉器、织绣品、瓷器等229件结案，熊希龄随即卸任改任参政院参政。美国人福开森后来回忆，“此殿（注：指武英殿）陈列之书画，系自热河、奉天两行宫运来，时在民国二三年间，董其事者为热河都统熊君秉三，及内务部总长朱君桂莘二人。”此案促使社会各界推动政府与逊清皇室协商，将承德避暑山庄及沈阳故宫文物“由民国政府备价收归国有”，运到北京保存和展出。 
1913年10月，内务部派杨乃赓等人会同逊清皇室内务府人员到承德，在热河都统姜桂题帮助下，先设起运陈设处，将热河行宫及各园林陈设品集中，经滦河水路运抵滦州，转火车运北京。1913年11月18日到1914年10月28日分七次将1949箱又1877件共计119500多件陈设、家具、玉器、铜器、书画、书籍、钟表、毡毯及其他杂物（其中包括43只活鹿）运至北京。 
民国三年（1914年）1月，内务部派治格等人会同内务府人员到沈阳，在奉天都督张锡銮帮助下，自1月23日到3月24日分六次将1201箱共114600多件瓷器、铜器、书籍、书画、珠宝、文房用品等运至北京。因已有承德运送经验，且专门带北京奇宝斋古玩铺10名工人前往包装古物，故此行顺利。 
经中华民国政府与逊清皇室双方“约同古玩商家逐件审定，折中估价”，奉天、热河两地运京文物共值3511476元（银元，下同），“当未付价之前，这些古物暂作皇室出借民国之用”。 
中华民国成立后，按照《清室优待条件》第三款：“大清皇帝辞位之后，暂居宫禁，日后移居颐和园，侍卫人等，照常留用”。1913年初，袁世凯请隆裕太后遵照第三款规定，请清室由紫禁城移居颐和园。逊清皇室以颐和园围墙太矮不安全为由拖延移居，袁世凯乃下令将颐和园围墙加高数尺。但到“民国二年的新年，气氛开始有了变化”，中华民国政府派代表向逊帝溥仪拜年。“到民国三年，就有人称这年为复辟年了。孤臣孽子感到兴奋的事情越来越多：袁世凯祀孔，采用三卿士大夫的官秩，设立清史馆，擢用前清旧臣……劳乃宣在青岛写出了正续《共和解》，公然宣传应该‘还政于清’……还有一位在国史馆当协修的宋育仁，发表了还政于清的演讲，都一时传遍各地。据说在这个复辟年里，连四川一个绰号叫十三哥的土匪也穿上清朝袍褂，坐上绿呢大轿，俨然以遗老自居，准备分享复辟果实了。”一时“国本动摇，人心疑惧”。肃政史夏寿康上“严行查禁复辟谬说”呈文，获得部分将军和巡按使支持，袁世凯乃于1914年11月23日命令，“申明紊乱国宪，即照内乱罪，从严惩办”，并派内务总长朱启钤、司法总长章宗祥“与清皇室接洽，以遏乱源”。经反复协商，最后在《清室优待条件》基础上达成七条善后办法，规定“清皇室应尊重中华民国国家统治权”，并废除了逊清皇室刑罚、爵赏等权力，“所有一切近于行使政权事项，一律停止”。此后，宋育仁被步军统领衙门递解回籍。社会政治风向随之大变，“劝进文章和还政于清的言论都不见了”，中华民国成立后第一次复辟浪潮由此被击退。 
在朱启钤主导下，经张謇等人呼吁，由金城和福开森参与谋划，“由美国退还庚款内拨给二十万元为开办费”，成立古物陈列所。

## 开办
1900年八国联军攻入北京后分区占领，八国联军司令部设在西苑（今中南海）仪銮殿，紫禁城周围先后由美国、俄国、德国、日本军队驻守。各国士兵及商人涌入紫禁城窥伺、偷盗乃至公开抢劫，“有屡报宫中之物为游客所携失之事”。美国、日本两国军队指挥官乃制定《游览紫禁城章程》八条，规定各国士兵和商人持该国指挥官介绍信预先联系后，可在每周二、五10时至14时由午门进、神武门出，游览紫禁城。其中还规定“所有华人出宫禁者，应由把门美兵日兵认真搜检”。该《章程》自1901年初实行，至同年9月八国联军撤离北京前废止。这是紫禁城历史上首次对外开放。
中华民国成立后，逊清皇室根据《清室优待条件》“暂居宫禁”，让出中南海作为中华民国临时大总统办公地，天安门以南区域也由中华民国政府接收，民国二年（1913年）1月1日开放东长安门、西长安门，贯通了长安街东西交通。此后社会不断有人呼吁中华民国政府让逊清皇室室履行《清室优待条件》第三款规定移居颐和园。 
民国二年（1913年）3月29日，隆裕太后逝世。中华民国政府为其举办国葬，在太和殿公祭三日。负责治丧事宜的是交通总长朱启钤。治丧期间，中华民国政府事实上已接管紫禁城外朝部分区域。随后由调任内务总长的朱启钤同清室内务府交涉，将包括三大殿（太和殿、中和殿、保和殿）在内的紫禁城外朝正式收归中华民国政府管理。在《清室优待条件》第三款规定移居颐和园的压力下，逊清皇室同意将紫禁城外朝部分交给中华民国政府，换取中华民国政府默许其继续“暂居”紫禁城内廷。 
1913年10月10日，袁世凯在太和殿宣誓就任中华民国大总统，数百位中外来宾自西华门进入紫禁城观礼，仪式结束后在武英殿备茶点招待来宾。此后袁世凯未在紫禁城内办公，中华民国大总统府仍设在中南海内的居仁堂、丰泽园。紫禁城外朝自此由内务部管理，但清室仍占用外朝的部分附属建筑，拖延腾退。 
1913年12月24日颁布的《古物陈列所章程》中笼统规定“古物陈列所掌握关于古物保管事项，隶属于内务部”，未明确地点、范围。1914年1月12日，古物陈列所筹备处呈报内务部：“委办理古物陈列所，亟须设置筹备处，拟借武英殿西配殿之北二间作为办公地点，业经两翼护军管理处函准拨借，于上年十二月三十日迁入办公。”可见最初的办公地属于借用。
1914年2月4日“内务部古物陈列所之章”启用，正式公告成立。1914年2月至3月间，将沈阳故宫运来的部分文物存在文华殿。文华殿存满之后，古物陈列所急请内务部催清室内务府腾让昭德门、体仁阁两侧配房及太和殿两腋间，以便存放运京文物。1914年3月至11月，德国罗克格公司设计施工，将武英殿、敬思殿改建成陈列室，并且建成过廊将两殿连成“工”字形。1914年10月11日左右，古物陈列所正式对外开放。当时古物陈列所仅有武英殿一处展室，因此有时也用武英殿代称古物陈列所。
古物陈列所的开放并未引发舆论关注。政府仅在“开幕之日备展览券分送各机关”，并未宣传，以免刺激仍居后宫的逊清皇室。当时开放的仅武英殿一处，并未开放文华殿及三大殿等。1914年10月24日鲁迅参观古物陈列所时感觉“殆如骨董店耳”。再加上门票价格偏高，且名称并未以故宫作为标榜，所以关注古物陈列所的人不多。 
1914年6月到1915年6月，由国内的广利、天合两家公司建成宝蕴楼库房，这为将文华殿腾空改成展室创造了条件。1915年6月到1916年10月，经招投标由广利、天合两家承建文华殿改建工程，将文华殿、主敬殿改成陈列室，并且建成过廊将两殿连成“工”字形。此后文华殿作为古物陈列所的展室对外开放。 
当时三大殿不属古物陈列所管辖。1915年12月12日，袁世凯在中南海居仁堂宣布复辟帝制，将民国五年改为洪宪元年，拟将太和殿更名承运殿、中和殿更名体元殿、保和殿更名太极殿，并修葺太和殿，准备1916年元旦正式登基，但他随后受到全国反对被迫取消帝制，不久病逝。应是此后，三大殿才移交古物陈列所作为库房，主要存放书籍。因此1917年张勋复辟时，溥仪只好在后宫接受朝贺。 
“1916年以后几年中，博物馆陈列的那些引人入胜的艺术品吸引了来自世界各地的成千上万的观众。”“本所对于外国人来所参观者亦特加优待，平时每遇外国游历团来所即于传心殿预备茶点接待并分布英文说明书俾以明了。”
1919年起，三大殿偶尔对外国贵宾开放或者作为特别活动场所。1919年2月19日，瑞典驻华公使一行25人参观太和殿等处。1919年9月3日，美国美术陈列所（应即国家艺术馆）所长毕克博参观武英殿、文华殿及三大殿。1919年10月29日，日本贵族院议长德川公爵游览文华殿、武英殿、太和殿等殿。1921年2月25日至27日，以大总统为名誉会长、中外人士组成全国急赈大会，在太和殿、中和殿、保和殿举办赈灾游览会，募款赈灾。1922年3月1日法国元帅霞飞游览文华殿、武英殿及三大殿。
1923年，中华民国第一届国会参、众两院提议修葺荒废已久的三大殿，作为国会所在地，理由一是防止复辟，二是保护古建筑。但这被误传为要拆除三大殿建新式议院建筑，在社会上引发轩然大波，最终此议作罢。 
1924年8月，内务部报请大总统批准筹备国立博古院，“拟将太和、中和、保和三殿，及左右亭阁屋宇，文华、武英各殿，统为博古院地址，即就已有古物陈列所附设该院，所拟体制颇为隆重……惜为经费所限，未能如拟举办，遂至无形停顿。”
逊帝溥仪被逐出后宫、清室善后委员会点查物品、紫禁城全面开放已成定局的情况下，1925年8月18日古物陈列所呈报内务部，提出开放三大殿：“查本所存储各项物品，向在文华、武英两殿选择陈列，供人瞻览，酌收券价，藉以补助经费。近因整顿所务，月支日增，开支不敷甚巨，自非另筹办法扩充售券地点殊不足以增收入而资挹注。拟将向来不能陈列之重大物品分别在太和、中和、保和各殿布置陈列。谨规定三殿扩充售券及东西华门附售车辆入门券。”至此三大殿正式向公众开放。 
但当时仅将三大殿作为展厅使用，陈设并非原状，所陈列的物品又不如文华殿、武英殿内的古物精美，所以游客对三大殿的兴趣不高，“武英、文华两殿游览券各售大洋一元；太和、中和、保和三殿游览券共售大洋五角”。当时古物陈列所“联合券”（即通票，可游览文华殿、武英殿、三大殿、城台等处）价格是二元三角。而在1920年代中期，二元大洋可买一袋44斤洋面，票价过高使得普通民众很少来参观。高票价也引发了假门票的出现，1928年古物陈列所经费支出中便有“核销伪票”一项。 

## 作用
古物陈列所成立初期，便对承德、沈阳运京文物“约同古玩商家逐件审定，折中估价”，并由此对文物分级。1924年大总统宴请外国使臣，自古物陈列所借陶瓷、青铜等53件“上品古物”陈列。1934年古物陈列所清理馆藏时，“因所藏古物为数甚多，详细点查非经年不能蒇事，经会同监交委员左恒祥呈准，选择凡在历史上有相当价值之各种极贵重物品，先行点查……由所按照从前鉴定所得最精贵之品，提出古铜、瓷器、画轴、手卷、珠石玉器、笔墨砚章、雕漆等共五百九十六件，共同逐一点验。”
中华民国初年，当权者经常将古物陈列所文物用于公务交际，或临时借用，或直接调取，或作价购买（按照古物陈列所成立初期的估价）。根据不完全统计，1914年5月到1919年9月，因国务、外交的需要，大总统、国务总理、农商部长、陆军参谋长等人从古物陈列所共提用玉玺、玉册、景泰蓝、围屏、瓷器、盆景、地毯等约100件。1918年9月到1919年8月，仅国务院秘书厅便提取83件，包括古铜器、康雍乾瓷器等，共估价1909.1元，其中一件“乾隆款冬青釉中碗”估价仅1角。1918年内务部庶务科擅自提取黄色宁绸马褂料五十疋，后被追回。在“各官署往往随意提取”的情况下，1919年8月30日内务部“奉大总统谕：古物陈列所所存瓷玩，各件均极宝贵。此后无论何官署概不得提取物件。遇有必要用途，必须呈经该部转呈核准，方得提给。”1920年部分古物清册编辑完后，内务部明令“嗣后此项古物务当妥慎保存以垂久远。自大总统以迄各机关一律不得提用。”除沈阳、承德运京文物外，古物陈列所还陆续接收南薰殿藏历代帝王贤哲图像、雍和宫经书文物、柏林寺藏经版及各部、各地送交的文物。至1934年，古物陈列所藏品28万余件。其间由内务部拨款，揭裱、临摹了所藏的部分贴落、画像。 
古物陈列所成立后，“对于所辖之殿宇楼阁城台，凡应修理者，每年均加以修葺”。1914年修午门西雁翅楼、午门西方亭、疏浚御河。1919年修体仁阁；1930年接受中外公私捐助1万余元并且自筹3千元，修东南角楼、西南角楼及东西南三面城台。1931年修太和门内弘义阁。1934年修东华门城楼及体仁阁。另外先后铺修西华门至东华门道路、堆筑断虹桥和十八槐北面假山、增辟武英殿花园、栽种松柏槐柳。 
紫禁城外朝全部开放后，古物陈列所的基本陈列是：太和门两庑陈列盔甲及法帖，太和殿陈列各类宝座、古铜宫薰、珐琅、雕漆、品级山、大画轴，中和殿陈列佛堂乐器、珐琅宝塔、紫檀雕花柜，保和殿陈列各类金漆床几、各类围屏、大画轴，文华殿区域陈列历代名人书画、挂屏、织绣、大件珐琅瓷器、越南大象牙、英国钟表，武英殿区域陈列历代青铜器、玉器、官窑瓷器、古琴、珠宝、书籍、马鞍、文玩、音乐钟等。1933年古物南迁后，对上述陈列作了较大调整。1930年冬，还辟了武器馆、洪宪馆、戏衣陈列室、毡毯陈列室等临时陈列室，不另外售票，逢节日开放。 
古物陈列所全年开放，展室内禁止摄影和吸烟，门票分“定价券”（各参观点分别售票）、“联合券”（通票）、“半价券”（用于中华民国国庆日及春秋各节或优待学术团体）、“军人券”（优待军人）、“免费券”（主要优待清华学校教职员及学生）等。 
南京国民政府接收后的1928年后半年，观众48182人次，1929年全年62219人次，1930年74408人，1931年79304人次为最高。后受九一八事变后政局动荡影响，观众逐年减少，1932年72936人次，古物南迁后1933年减为51262人次，1934年前半年33598人次。门票收入也是1930年度（1930年7月到1931年6月）最高，为54687元。  
1917年，古物陈列所开始编辑古物总目，1919年率先完成书画目录，1925年全部总目基本完成。1924年制定《特许考鉴古物办法》九条，1927年修订为《修订特许古物研究规则》，并将武英殿西庑三间厢房腾出用作特许研究室。1927年成立鉴定委员会，分陶瓷、书画、金石、杂玩四组，聘罗振玉、萧恁、徐鸿宝、福开森、徐宝琳、容庚、陈承修、庆宽、马衡、陈时利、陈汉弟、邵长光、郭葆昌、宝熙、陈浏、颜世清、王国维、王禔、袁励准19人（人员后有调整）为鉴定委员。 
1936年8月，美国东洋美术文化研究团主席松元宗吾率团30多人来古物陈列所考察其所藏历代绘画，聘溥心畬、于非闇任该团指导，并现场试笔。后经古物陈列所主任钱桐提议，1936年12月18日内政部下达指令，同意古物陈列所提出的附设国画研究室的呈文。1937年2月23日内政部下令抄发《试办国画研究室规则》。4月6日古物陈列所聘周肇祥、张大千、于非闇、溥心畬、汪慎生、邱石冥为研究员成绩审查委员。随后陆续录取了国画研究室第一期研究员，5月1日正式开课，钱桐、黄宾虹、张大千、于非闇等人任导师。1937年12月1日更名国画研究院。1938年10月6日古物陈列所改隶中华民国临时政府行政委员会，国画研究院更名国画研究馆。从国画研究室到国画研究馆前后共有五期研究员260多人。培养出俞致贞、田世光、郭味蕖等。“古物陈列所展示的历代名作，画家可以观看，可以临摹，大大改变了画家看不到历代名迹的状况，对中国现代绘画产生了很大影响。现代中国画从世纪初逐渐抛弃‘四王’，改而追踪宋元。从金城到南方的吴湖帆、冯超然、张大千、谢稚柳等等，都以模仿学习宋元为荣，特别促进了工笔画的发展。这个风最初是从古物陈列所刮起来的。”抗日战争胜利后，1946年2月古物陈列所奉南京国民政府内政部令暂停国画研究馆事务，研究员们强烈反对。1946年8月1日国画研究馆重新立案开办，并恢复为最初的“国画研究室”名称。8月下旬聘黄宾虹为研究员作品及资格审查委员会主任委员。1947年8月25日，古物陈列所致函黄宾虹、于非闇等人，要求国画研究室须在8月底前结束。8月31日，国画研究室结束。
1926年，德国汉莎航空为开辟柏林经北京至上海航线，资助以瑞典斯文·赫定为首的德国、瑞典科学家组成“远征队”，计划考察中国西北。古物陈列所等北京各学术团体认为这有损中国主权，于1926年3月5日成立中国学术团体协会，推举北京大学地质系李四光、北京大学考古学会袁复礼、古物陈列所周肇祥、清华国学研究院李济为代表与斯文·赫定谈判，商定由中外合组“中国西北科学调查团”，协议由中国学术团体协会理事会当日执行主席周肇祥与斯文·赫定签字。古物陈列所特为10位中国团员认助“出发治装费”100元。
1931年九一八事变后，国际联盟派调查团经北平赴中国东北，古物陈列所联合各文化机关、大学、团体在保和殿办招待会欢迎国联调查团，并承担全部招待费。
1916年2月古物陈列所自购机器成立印刷室，印制明信片出售。1916年5月翻印历代帝王图。1925年4月内务部拨款一万元将基本编完的古物总目付印。1926年11月拓印所藏部分商周青铜器铭文出售。清朝乾隆年间，将内府藏青铜器敕编《西清古鉴》、《宁寿鉴古》、《西清续鉴》（甲、乙），只有承德避暑山庄藏青铜器未编，1928年古物陈列所请容庚从承德避暑山庄运来的青铜器851件中选100件，用数年编成《宝蕴楼彝器图录》，由哈佛燕京学社印行。1928年3月请内务部派员测绘古物陈列所平面图，印制《游览路线全图》一千张出售。1928年4月将宫殿、郎世宁画白鹰、香妃画像、古月轩瓷器等照片提供给交通部，供其编辑《全国中英文旅行指南》。至1930年代，古物陈列所共有：单幅或成套古代绘画、花鸟画、人物画、书法碑帖、山水册页、明信片、照片、缂丝、地图、游览指南等印品82种，售价自1元至30元不等。 
古物陈列所成立初期，由护军管理处及京师警察厅分别派军、警共同守卫。1920年统一改编为警卫队，由古物陈列所直管。1924年警卫队纳入内务部警察序列，编制140多人（当时职员仅40多名）。1928年南京国民政府接收改组后仍有83人（职员仅33人），九一八事变后恢复为100名，并在1932年预算中增列“防务费”5352元。1933年春，古物南迁，古物陈列所曾一度停止售票，因无经费而将警员编制缩为69名。当时保安人员负责安全保卫、检票、维护游览秩序、管理图书俱乐部、打扫卫生等工作。在古物南迁中，保安人员参与了装箱和搬运。1925年10月故宫博物院成立初期，内务部从古物陈列所抽调40名警察作为故宫博物院警卫队骨干力量，但故宫博物院不愿受制于北洋政府，乃对外声称警卫队是故宫博物院自行编练。 
1914年7月1日中午，西华门内石板库东墙外堆放的木材起火，但及时被扑灭，随后在所内安自来水，改善了消防条件，这是古物陈列所有记录的首起火灾。1916年5月31日晨例行检查武英殿展柜时，发现敬思殿内一柜盖锁簧损坏，铜满达、白玉双龙耳盂、云龙镀金爵盘、金柄盘各一件遗失，随后将当夜三位执勤警卫送护军管理处司法科审讯，这是古物陈列所有记录的首起文物失窃案。
古物陈列所是辛亥革命后的成果，是1914年至1924年间逊帝溥仪仍居后宫、存在复辟可能的情况下，代表共和抵制复辟的一个堡垒。古物陈列所是中国第一家国立博物馆，长期作为国家博物馆发挥作用，而1912年7月开始筹备的国立历史博物馆直到1926年才正式开馆。古物陈列所未以“博物馆”命名，是因当时中国将艺术类博物馆通常称作“陈列所”，将综合类特别是自然类博物馆称“博物馆”。“陈列所”当为Gallery的意译，美国国家艺术馆最初即被译为“美国美术陈列所”。1913年12月24日与《古物陈列所章程》同时颁布的《保存古物协进会章程》显示，政府将古物陈列所视为“国家博物院”的前身。而古物陈列所的英文名即The National Museum（国立博物馆或国家博物馆）。1925年2月美国纽约中央博物馆（疑即大都会艺术博物馆）东方艺术所所长购得旧瓷斗一件，经查是庚子年从天坛遗失，乃通过福开森转交归还中国，由古物陈列所代表中国接收。古物陈列所先后接待过英国王子、法国元帅、美国将军、日本议长、俄国公使、美国美术陈列所所长、法国巴黎博物院院长等外国贵宾。 
古物陈列所是中国第一家宫廷博物馆，占据太和殿、中和殿、保和殿、文华殿、武英殿等宫殿，以及紫禁城四座城门中的东华门、西华门。古物陈列所中后期，上述区域均对外开放。其中还保留了不少原状陈列或原状式陈列。古物陈列所也是中国第一家艺术博物馆，庄士敦《紫禁城的黄昏》便将古物陈列所称为国家艺术馆：“收藏大部分该宝藏的武英殿作为国家艺术馆向公众开放。”
古物陈列所开创了中国国立博物馆的多项“第一”。自创立伊始便设有文书课、陈设课、庶务课，其中陈设课统管文物保管、展览等事，和欧美博物馆的业务主管制度类似。1913年12月24日与《古物陈列所章程》同时颁布《保存古物协进会章程》，附设于古物陈列所的保存古物协进会类似国家博物院的董事会，其下设的评议部“掌关于审查鉴别事项”，应是中国最早的文物鉴定委员会。1927年正式成立古物陈列所鉴定委员会。改建后的武英殿是中国国立博物馆最早的专用陈列室，宝蕴楼是中国国立博物馆最早的专用文物库房。 
1914年5月古物陈列所安装紫禁城内首部电话（逊清皇室占据的紫禁城后宫直到1921年溥仪15岁时才安装首部电话）。1914年7月1日火灾后很快安装自来水系统。1916年2月前建成印刷室并印制首批明信片销售。1930年在宝蕴楼偏西院内东房设照相室。还逐步建成了公共厕所。

## 衰落
1925年10月10日故宫博物院成立后，古物陈列所的地位开始削弱。古物陈列所为国立，获北洋政府支持；故宫博物院为公立，创始人与中国国民党联系密切，故与北洋政府始终保持距离，宁可贷款也不接受北洋政府经费，且故宫博物院有一批知名学者加盟。 
南京国民政府成立及北伐战争胜利后，因北洋政府倒台，古物陈列所面临危机。1928年6月南京国民政府接收古物陈列所，开始机构改组、冗员裁汰、经费核减、文物清点。但当时故宫博物院也同样面临危机。1928年6月国民政府第74次会议讨论故宫博物院组织法及理事会组织条例时，国民政府委员经亨颐提案废除故宫博物院，拍卖故宫，将故宫藏品中有美术研究价值者交一般博物馆分别陈列。会议决定将故宫博物院组织法及理事会组织条例送还中央政治会议复议。故宫博物院内外人士纷纷呼吁，社会舆论也一片哗然。同年7月胡适发表《名教》一文中，讽刺将“故宫博物院”改称“废宫博物院”属名教信徒“大改革的事业”。经张继、易培基等人力争，两个月后的第155次中央政治会议一致通过维持原议。1928年10月公布《故宫博物院组织法》和《理事条例》，故宫博物院成为直属南京国民政府的机构，蒋介石、张学良、宋子文、蔡元培、九世班禅等人任理事，院长由农矿部长易培基兼任。1932年8月北平政务委员会决议“呈请中央拍卖故宫文物，购买飞机五百架”，但未成影响。 
同时期古物陈列所由原先直属北洋政府内务部一度改成归南京国民政府内政部北平档案保管处管理，编制缩减，所长改称主任。地位和影响一落千丈。 
1930年，控制北平、天津的阎锡山联合冯玉祥反蒋介石，中原大战爆发，古物陈列所暂时脱离南京国民政府管辖，该时期古物陈列所在东华门、西华门镌刻“古物陈列所”门楣。中原大战以张学良的东北军出山海关帮南京国民政府获胜而结束，南京国民政府名义上恢复了对平津地区的统治，实际上由张学良控制平津地区。 
1930年，以国民政府主席蒋介石领衔的10位故宫博物院理事联名提出《完整故宫保管办法》，经行政院第91次会议批准，将中华门至保和殿原属古物陈列所、国立历史博物馆的部分全部交故宫博物院接收管理，将古物陈列所来自沈阳故宫的文物还给沈阳故宫，其他文物先由故宫博物院挑选，余下的将来运到南京筹建新的博物院。该《办法》中不称“古物陈列所”而称“古物保存所”，用意是贬低其地位。将沈阳故宫古物归还是向张学良示好。 
1931年九一八事变后，北平散兵游勇增加，“甚至有身着军服未佩符号之军人来所游览，在太和门前无故放枪情事”，“及天津发生事变，平地谣诼益滋”。上述合并计划停顿，古物陈列所增招20名警察，增设军用电话专线，准备了上千袋沙土以防守各门。1931年前，每年古物陈列所门票收入高于年度支出，但自1932年起门票收入不敷支出，赤字逐年增加。1933年到1935年，国民政府军事委员会北平分会一度占用文华殿，使古物陈列所雪上加霜。 
九一八事变后，国民政府秘密决定将北平古物南迁。社会舆论反对，认为这是重古物轻人民。反对古物南迁的人士建议“在故宫择地建筑极坚固的地库以资保存，人民愿担负一部分费用”，古物陈列所前所长周肇祥也在太和门发表公开演讲，呼吁国民政府收回成命。南京国民政府反而加速南迁古物，从行政院、内政部派来多名“监运专员”进驻古物陈列所，“昼夜督率员警赶办装箱”。第一批南迁古物均为故宫博物院藏，自第二批南迁起加入古物陈列所及颐和园、国子监文物。共分五批南迁至南京。1937年抗日战争全面爆发后，南迁文物分三路西迁四川。古物陈列所南迁古物共5415箱计111549件。1932年到1933年间，古物陈列所南迁古物各种费用计110045.12元，是古物陈列所成立后最大一笔专项支出。 
1935年5月，南京国民政府在“机关裁并、政费紧缩”的原则下重申“北平古物陈列所并入故宫博物院、古物保管委员会并入内政部。”古物陈列所则呼吁南京国民政府“重付审查，暂缓归并”，并表示可节省经费。1935年6月内政部提请行政院第217次会议复议，决定暂缓归并，但将古物陈列所年度经费缩减12%。 
1935年12月到1936年3月在英国伦敦举办“中国艺术国际展览会”。赞助人为中英两国元首，中英双方组成的筹备委员会自中国6家单位及1位私人收藏家的藏品中选定1022件参展艺术品，其中多半是故宫博物院藏品，古物陈列所57件入选。这是中国文物首次大规模出国展览。英国工业大臣戈尔（W.O.Gore）说：“由这个展览会可以更加知道中国的灵魂。”
1937年7月抗日战争全面爆发后，7月29日侵华日军攻占北平，随后扶持江朝宗组建“北平地方维持会”。8月21日，故宫博物院、古物陈列所、北平图书馆、历史博物馆联合设立总司四机关警备办事处，联合保卫四机关文物，古物陈列所主任钱桐任处长。9月14日，北平地方维持会以故宫博物院、古物陈列所、北平图书馆、历史博物馆、北平研究院、地质调查所、历史语言研究所、中国大辞典编纂处等文化机关关系中国国粹，为保护原状、免有疏虞起见，组织“文化机关保管委员会”，主席为周肇祥。1938年10月6日，古物陈列所改隶中华民国临时政府行政委员会。1940年3月30日，中华民国临时政府改组为华北政务委员会，古物陈列所配合整顿所务。
抗日战争胜利后，国民政府内政部派员视察并接收古物陈列所。1946年10月19日国民政府行政院第七六五次会议决议：“一、故宫博物院改隶行政院；二、北平古物陈列所归并故宫博物院；三、古物陈列所南迁古物依照前中央政治会议决定移交故宫博物院。”11月23日，行政院致内政部训令称决议原文三点略有更正，合再抄发修正文。12月3日行政院秘书处致内政部公函，抄原决议修正文三点：“一、故宫博物院划归行政院直隶；二、古物陈列所房屋及其尚留北平之文物拨交故宫博物院；三、古物陈列所文物已经移至南京者，仍照中央政治会议成案，拨交中央博物院。”1947年9月1日，古物陈列所归并故宫博物院的交接工作开始，至1948年3月基本完成。古物陈列所南迁文物全部拨交中央博物院筹备处，1949年中央博物院筹备处挑852箱精品运到台湾，其余成为今南京博物院藏品。
柏林寺藏经版是清朝雍正十三年开馆编刊，至乾隆三年完成，初储于武英殿，由内务府保管，经达天和尚等以印刷不便，奏请移藏柏林寺，由僧录司及该寺主持共同负责保管。自1928年中华民国国都南迁南京，该项经版即由南京国民政府内政部北平档案保管处负责，监同该寺僧保管。该处裁撤后，内政部令移转北平古物陈列所保管。1947年古物陈列所奉行政院令归并故宫博物院，并由内政部于1947年6月27日以礼字第一五六号训令转饬该所将所有古物等造具清册移交故宫博物院。该项经版也在移交之列。1948年5月24日，古物陈列所、故宫博物院双方主管人员前往该寺查点，连同原册八本一并移交，各藏经库均改贴故宫博物院封条，并由故宫博物院责成该寺住持福振严密封锁、慎重看守。1948年6月23日古物陈列所致内政部呈，报告了上述移交情形。1948年7月15日内政部致北平故宫陈列所指令，“呈悉。准予备查，仰即知照。”

## 历任所长
- 治格（1914年—？）[1][4]
- 杨乃赓（1920年9月24日—1925年逝世）[1][4]
- 吴含章（1925年3月3日—1926年）[1][4]
- 周肇祥（1926年9月30日—1928年2月）[1][4]
- 钱桐（1928年—1938年7月14日逝世，至1937年为主任）[5][2]
- 张允亮（1938年7月—1945年抗日战争胜利）[2]
- 张允亮（1945年抗日战争胜利—1948年，副主任主持工作）[3]